# Hirtzelbach
Ancienne commune du Bas-Rhin, la commune de Hirtzelbach a été supprimée en 1815. Son territoire a été partagé entre les communes de Dieffenbach-au-Val et Neuve-Église.

## Démographie
| 1793 | 1800 | 1806 |
| ---- | ---- | ---- |
| 66   | 78   | 96   |